# Удовикова, Раиса Прокофьевна
Раи́са Проко́фьевна Удовико́ва (в замужестве — Раиса Биленберг; род. 15 мая или 15 ноября 1935, Курск, СССР), известная также под сценическим псевдонимом Цыганка Рая — советская и норвежская певица и танцовщица цыганского происхождения. Занимается сохранением и продвижением цыганской культуры.

## Биография
Рая Удовикова родилась в цыганском таборе недалеко от Курска. Была самой младшей в семье. Родители ждали рождения сына, поэтому хотели даже отдать Раю родственникам, поскольку прокормить ещё одну девочку семья была не в состоянии. По одним сведениям, у её родителей было 12 детей, по другим — семь, из которых лишь один был мальчиком, остальные были девочками. Отца Раи убили (по другим данным, погибли оба родителя), когда она была совсем маленькой. После этого события семья перебралась в Курск, в дом на Ямской улице.
После Великой Отечественной войны мать Раи умерла, и молодая девушка решила поехать к сестре в Днепродзержинск (по другой версии, в Днепропетровск). Там она отучилась в ПТУ и устроилась работать на завод токарем. Параллельно с работой участвовала в самодеятельности. Вышла замуж и родила двоих детей. Муж Раисы, о котором почти ничего не известно, уделял мало внимания семье. Вскоре он погиб, разбившись на мотоцикле.
В 1953 (или 1956 г.) в город с гастролями приехал цыганский театр «Ромэн». Им приглянулась Рая, и они пригласили её присоединиться к труппе.
В 1960-х годах Удовикова познакомилась с норвежским журналистом издания Friheten и общественным деятелем Ярлом Биленбергом. Он видел её на сцене, затем брал интервью для своей газеты. В 1966 году пара поженилась. В 1967 году Удовикова вместе с мужем переехала в Норвегию, в Осло.
Раиса Удовикова создала свой ансамбль, с которым много гастролировала по Европе, исполняя цыганскую музыку.
В 1993 году открыла ресторан Raya Gipsy.

## Творчество
Театральные работы: спектакль «Плясунья».
Фильмография: «Бей, барабан» (1962), «Цыган» (1967), «Чернушка» (1966), «Девчонка из табора», «Будулай, которого не ждут» (1993) и др.
Фирма «Мелодия» выпустила пластику Удовиковой с цыганскими песнями.
С 1998 г. Раиса Удовикова ежегодно организует фестиваль цыганского искусства «Yagori» в Норвегии.

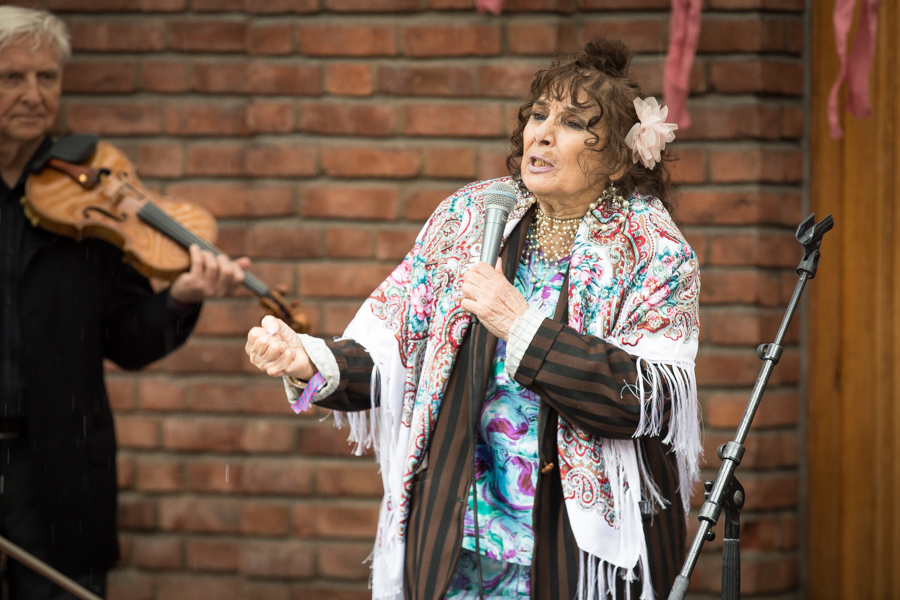
Рая Биленберг на выступлении в 2017 году

## Награды
В 2005 г. удостоена престижной премии лучшей певицы Скандинавии.

## Семья
Мать — Ольга Афанасьевна Удовикова, отец — Прокофий Удовиков, предводитель цыганского табора.
Сестра Татьяна, брат Константин.
Первый муж — неизвестно.
Дети: дочь Наташа (1946) и сын Олег (1950).
Второй муж — Торе-Ярл Биленберг, норвежский журналист, писатель и борец за мир.